# Leandro Paredes
Leandro Daniel Paredes (phát âm tiếng Tây Ban Nha: [leˈandɾo paˈɾeðes]; sinh ngày 29 tháng 6 năm 1994) là một cầu thủ bóng đá chuyên nghiệp người Argentina hiện đang thi đấu cho câu lạc bộ Serie A Roma và đội tuyển bóng đá quốc gia Argentina ở vị trí tiền vệ.

## Thống kê sự nghiệp

### Câu lạc bộ
Tính đến ngày 19 tháng 5 năm 2024
| Câu lạc bộ             | Mùa giải            | Giải đấu                   | Giải đấu | Giải đấu | Cúp quốc gia | Cúp quốc gia | Cúp liên đoàn | Cúp liên đoàn | Châu lục | Châu lục | Khác | Khác | Tổng cộng | Tổng cộng |
| Câu lạc bộ             | Mùa giải            | Hạng                       | Trận     | Bàn      | Trận         | Bàn          | Trận          | Bàn           | Trận     | Bàn      | Trận | Bàn  | Trận      | Bàn       |
| ---------------------- | ------------------- | -------------------------- | -------- | -------- | ------------ | ------------ | ------------- | ------------- | -------- | -------- | ---- | ---- | --------- | --------- |
| Boca Juniors           | 2010–11             | Argentine Primera División | 1        | 0        | 0            | 0            | —             | —             | —        | —        | —    | —    | 1         | 0         |
| Boca Juniors           | 2011–12             | Argentine Primera División | 3        | 0        | 1            | 0            | —             | —             | 0        | 0        | —    | —    | 4         | 0         |
| Boca Juniors           | 2012–13             | Argentine Primera División | 20       | 4        | 0            | 0            | —             | —             | 1        | 0        | 1    | 0    | 22        | 4         |
| Boca Juniors           | 2013–14             | Argentine Primera División | 4        | 1        | 0            | 0            | —             | —             | 0        | 0        | —    | —    | 4         | 1         |
| Boca Juniors           | Tổng cộng           | Tổng cộng                  | 28       | 5        | 1            | 0            | —             | —             | 1        | 0        | 1    | 0    | 31        | 5         |
| Chievo (mượn)          | 2013–14             | Serie A                    | 1        | 0        | 0            | 0            | —             | —             | —        | —        | —    | —    | 1         | 0         |
| Roma (mượn)            | 2014–15             | Serie A                    | 10       | 1        | 2            | 0            | —             | —             | 1        | 0        | —    | —    | 13        | 1         |
| Roma                   | 2016–17             | Serie A                    | 27       | 3        | 4            | 0            | —             | —             | 10       | 0        | —    | —    | 41        | 3         |
| Roma                   | Tổng cộng (2 lần)   | Tổng cộng (2 lần)          | 37       | 4        | 6            | 0            | —             | —             | 11       | 0        | —    | —    | 54        | 4         |
| Empoli (mượn)          | 2015–16             | Serie A                    | 33       | 2        | 0            | 0            | —             | —             | —        | —        | —    | —    | 33        | 2         |
| Zenit Saint Petersburg | 2017–18             | Russian Premier League     | 28       | 4        | 1            | 1            | —             | —             | 10       | 1        | —    | —    | 39        | 6         |
| Zenit Saint Petersburg | 2018–19             | Russian Premier League     | 15       | 3        | 0            | 0            | —             | —             | 7        | 1        | —    | —    | 22        | 4         |
| Zenit Saint Petersburg | Tổng cộng           | Tổng cộng                  | 43       | 7        | 1            | 1            | —             | —             | 17       | 2        | —    | —    | 61        | 10        |
| Paris Saint-Germain    | 2018–19             | Ligue 1                    | 16       | 0        | 4            | 0            | 0             | 0             | 2        | 0        | 0    | 0    | 22        | 0         |
| Paris Saint-Germain    | 2019–20             | Ligue 1                    | 17       | 0        | 5            | 1            | 4             | 0             | 6        | 0        | 1    | 0    | 33        | 1         |
| Paris Saint-Germain    | 2020–21             | Ligue 1                    | 21       | 1        | 6            | 0            | —             | —             | 8        | 0        | 1    | 0    | 36        | 1         |
| Paris Saint-Germain    | 2021–22             | Ligue 1                    | 15       | 1        | 2            | 0            | —             | —             | 5        | 0        | 0    | 0    | 22        | 1         |
| Paris Saint-Germain    | 2022–23             | Ligue 1                    | 3        | 0        | 0            | 0            | —             | —             | 0        | 0        | 1    | 0    | 4         | 0         |
| Paris Saint-Germain    | Tổng cộng           | Tổng cộng                  | 72       | 2        | 17           | 1            | 4             | 0             | 21       | 0        | 3    | 0    | 117       | 3         |
| Juventus (mượn)        | 2022–23             | Serie A                    | 25       | 1        | 2            | 0            | —             | —             | 8        | 0        | —    | —    | 35        | 1         |
| Roma                   | 2023–24             | Serie A                    | 34       | 3        | 2            | 0            | —             | —             | 13       | 2        | —    | —    | 49        | 5         |
| Tổng cộng sự nghiệp    | Tổng cộng sự nghiệp | Tổng cộng sự nghiệp        | 273      | 24       | 29           | 2            | 4             | 0             | 71       | 4        | 4    | 0    | 381       | 30        |

### Quốc tế
Tính đến ngày 14 tháng 7 năm 2024
| 2017      | 2  | 1 |
| 2018      | 7  | 0 |
| 2019      | 15 | 2 |
| 2020      | 4  | 0 |
| 2021      | 13 | 1 |
| 2022      | 10 | 0 |
| 2023      | 7  | 1 |
| 2024      | 7  | 0 |
| Tổng cộng | 65 | 5 |

### Bàn thắng quốc tế
Bàn thắng và kết quả của Argentina được để trước.
| #  | Ngày                 | Địa điểm                                                     | Đối thủ   | Bàn thắng | Kết quả | Giải đấu                      |
| -- | -------------------- | ------------------------------------------------------------ | --------- | --------- | ------- | ----------------------------- |
| 1. | 13 tháng 6 năm 2017  | Sân vận động Quốc gia, Kallang, Singapore                    | Singapore | 4–0       | 6–0     | Giao hữu                      |
| 2. | 10 tháng 9 năm 2019  | Alamodome, San Antonio, Hoa Kỳ                               | México    | 3–0       | 4–0     | Giao hữu                      |
| 3. | 13 tháng 10 năm 2019 | Sân vận động Manuel Martínez Valero, Alicante, Tây Ban Nha   | Ecuador   | 3–0       | 6–1     | Giao hữu                      |
| 4. | 8 tháng 6 năm 2021   | Sân vận động đô thị Roberto Meléndez, Barranquilla, Colombia | Colombia  | 2–0       | 2–2     | Vòng loại FIFA World Cup 2022 |
| 5  | 19 tháng 6 năm 2023  | Sân vận động Gelora Bung Karno, Jakarta, Indonesia           | Indonesia | 1–0       | 2–0     | Giao hữu                      |